# Evangelická církev augsburského vyznání v Rakousku
Evangelická církev augsburského vyznání v Rakousku (německy Evangelische Kirche A.B. in Österreich, plným názvem Evangelische Kirche Augsburgischen Bekenntnisses in Österreich) je evangelickou církví augsburského vyznání v Rakousku.
K roku 2022 měla 252 tisíc členů, což představovalo 2,77 % rakouských občanů. Jejím vrcholným představitelem je biskup Michael Chalupka.
Církev sestává z bezmála dvou set sborů, rozdělených do sedmi superintendetur.
Je členem Světové luterské federace, Ekumenické rady církví v Rakousku, Společenství evangelických církví v Evropě, Konference evropských církví a Světové rady církví. Společně s Reformovanou církví v Rakousku tvoří Evangelickou církev augsburského a helvetského vyznání v Rakousku.
Dějiny Evangelické církve augsburského vyznání coby instituce začínají v roce 1781, kdy císař Josef II. vydal Toleranční patent, který umožnil protestantům augsburského vyznání vyjít z ilegality.